# Amfifilowość
Amfifilowość, amfipatyczność – właściwość niektórych związków chemicznych, polegająca na jednoczesnym wykazywaniu właściwości hydrofilowych (liofilowych) i hydrofobowych (liofobowych).
Związki amfifilowe są zwykle długimi cząsteczkami, które na jednym końcu posiadają grupy rozpuszczalne w jednym rozpuszczalniku, a na drugim grupy rozpuszczalne w drugim rozpuszczalniku. Powoduje to, że na granicy faz (w punkcie styku tych dwóch rozpuszczalników lub na powierzchni jednego z nich) cząsteczki takie samorzutnie tworzą monowarstwy, a w obrębie objętości jednego z rozpuszczalników tworzą sferyczne agregaty, w których jeden koniec cząsteczek (ten rozpuszczalny) jest skierowany na zewnątrz, a drugi do środka sfery. Agregaty te nazywają się micelami.
Większość związków amfifilowych stosowanych w praktyce ma końce hydrofobowe („nie lubiące wody”) i hydrofilowe („lubiące wodę”), ale zjawisko to nie ogranicza się tylko do układów, w których znajduje się woda.
Zjawisko amfifilowości jest bardzo ważne biologicznie i technologicznie.
- W biologii dzięki temu zjawisku lipidy tworzą błony komórkowe, a także możliwe są niektóre przemiany enzymatyczne[4].
- W technologii dzięki temu zjawisku można tworzyć stabilne emulsje, które są później wykorzystywane jako farby, kosmetyki, oraz lateksy. W technologii zjawisko to ma także duże znaczenie w środkach czystości, gdyż na powstawaniu emulsji mydło-tłuszcz oparte jest działanie większości tych produktów.

Zjawisko amfifilowości jest też odpowiedzialne za powstawanie liotropowych (rozpuszczalnikowych) faz ciekłokrystalicznych.